# Southeast Bon Homme (Dakota del Sur)
Southeast Bon Homme es un territorio no organizado ubicado en el condado de Bon Homme en el estado estadounidense de Dakota del Sur. En el Censo de 2010 tenía una población de 576 habitantes y una densidad poblacional de 2,07 personas por km².

## Geografía
Southeast Bon Homme se encuentra ubicado en las coordenadas 42°55′40″N 97°44′33″O / 42.92778, -97.74250. Según la Oficina del Censo de los Estados Unidos, Southeast Bon Homme tiene una superficie total de 278.56 km², de la cual 250.56 km² corresponden a tierra firme y (10.05%) 28.01 km² es agua.

## Demografía
Según el censo de 2010, había 576 personas residiendo en Southeast Bon Homme. La densidad de población era de 2,07 hab./km². De los 576 habitantes, Southeast Bon Homme estaba compuesto por el 99.65% blancos, el 0% eran afroamericanos, el 0% eran amerindios, el 0% eran asiáticos, el 0% eran isleños del Pacífico, el 0.17% eran de otras razas y el 0.17% pertenecían a dos o más razas. Del total de la población el 0.52% eran hispanos o latinos de cualquier raza.